# Кутан (населённый пункт)
Кута́н (кум. къотан; мн. число кутаны) — в первоначальном, узком смысле слова, стоянка пастухов на зимнем пастбище. В настоящее время — населённый пункт, административно входящий в горный район Дагестана, но расположенный на равнине, в зоне отгонного животноводства. Может включать от одного до нескольких десятков и сотен домовладений.Часто не имеют официального статуса или названия, но со временем могут получать официальный статус сельского населённого пункта и название (например, село Заречное (Кизлярский район) — бывший кутан колхоза имени Шаумяна).  Широко распространены в современном Дагестане.

## История
Кутаны стали образовываться после установления Советской власти. Для развития горных районов и животноводства в них, овцеводческим колхозам и совхозам были предоставлены земли на равнине для зимнего отгона скота. На выделенных землях создавались стоянки для пастухов, состоявшие из одного-двух домов и хозяйственных построек. Со временем часть населения (или всё население) горного аула (села) переселялась на равнину и образовывала крупный населённый пункт. Территории, выделявшиеся под отгонное животноводство, часто располагались на землях бывших кумыкских, русских, немецких и чеченских сёл и хуторов, прежнее население которых было выселено или покинуло их по собственной воле. Поэтому часто за кутанами закрепляются прежние названия этих населённых пунктов: Полтавка, Кази-юрт, Шпренгель и т. д.

## Этимология
Слово «кутан» происходит от кумыкского «къотан» — место постоянного расположения чабанов и отары овец, в отличие от «коша», который мог перекочёвывать в другие места, на новые пастбища.

## Примечание
1. ↑  Бамматов Б. Г. Орфографический словарь кумыкского языка. — Махачкала: ДНЦ РАН ИЯЛИ, 2005.